# Daulotypus minor
Daulotypus minor là một loài bọ cánh cứng trong họ Endomychidae. Loài này được Lea miêu tả khoa học năm 1925.